# Interimsprothese

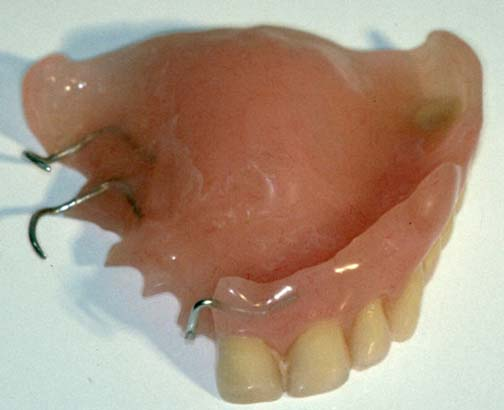
Interimsprothese mit einfachen Klammern

Eine Interimsprothese (lat. interim „unterdessen, einstweilen“,  auch Übergangsprothese, provisorische Prothese) ist eine vorläufige Prothese zum Ersatz fehlender Zähne. Sie soll den Zeitraum zwischen der Zahnentfernung und der endgültigen Zahnersatzversorgung überbrücken. Während dieser  Zeit kann die Wundheilung erfolgen beziehungsweise die Einheilungsdauer von Zahnimplantaten und die Herstellung des Zahnersatzes überbrückt werden.

## Konstruktion

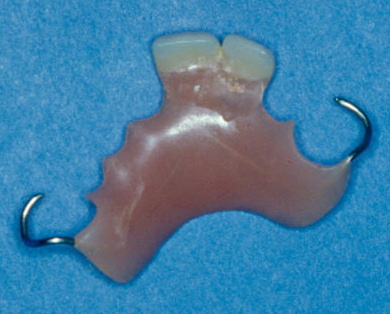
(Teil-)Interimsprothese zum Ersatz der Zähne 21 und 22

Eine Interimsprothese ist in aller Regel einfach konstruiert und besteht aus einer Kunststoffbasis, den zu ersetzenden Zähnen und einfachen aus Stahldraht gebogenen Klammern, die den Halt übernehmen. Eine Interimsprothese kann entweder vor oder nach dem chirurgischen Eingriff angefertigt werden. Wird sie vor dem Eingriff angefertigt, so wird zunächst eine Abformung des Kiefers durchgeführt und diese mit Gips ausgegossen. Der Zahntechniker schleift die zu extrahierenden Zähne auf dem Gipsmodell weg und fertigt darauf die Interimsprothese, die unmittelbar nach dem chirurgischen Eingriff eingesetzt wird.

## Unterschied zur Immediatprothese
Eine Interimsprothese gilt als Provisorium. Sie ist keine Prothese, die auf Dauer getragen werden kann. Im Gegensatz dazu dient die Immediatprothese der Sofortversorgung. Sie wird unmittelbar nach dem Entfernen der Zähne als definitiver Zahnersatz eingegliedert und nach der mehrere Wochen dauernden Heilphase den neuen anatomischen Verhältnissen angepasst.

## Tragedauer
Eine Interimsprothese wird nicht länger als nötig (etwa 6 bis 8 Wochen) getragen. Ihre einfache, nicht parodontal (auf den Zähnen) abgestützte Konstruktion kann bei längerer Tragedauer zu einem übermäßigen Abbau des  Kieferknochens (Atrophie) führen. 